# لیلا ابراهیمی
لیلا ابراهیمی مجاوری معروف به لیلا ابراهیمی  (زاده ۱ اردیبهشت ۱۳۵۸) دونده دوهای نیمه استقامت ایرانی است. او نخستین دونده زن ایرانی است که پس از انقلاب ۵۷ موفق به کسب مدال در مسابقات قهرمانی آسیا شده‌است. ابراهیمی رکورددار دوهای ۱۵۰۰ متر، ۳۰۰۰ متر، ۳۰۰۰ متر بامانع و ۵۰۰۰ متر ایران است.
ابراهیمی در مسابقات قهرمانی ۲۰۰۷ آسیا در امان در مادهٔ ۳۰۰ متر بامانع سوم شد و اولین مدال دو و میدانی زنان ایرانی پس از انقلاب را به دست آورد، در حالی که هیچوقت امکان تمرین این ماده برایش فراهم نشده بود و برای اولین بار از مانع چاله آب می‌پرید. او در مسابقات قهرمانی دو و میدانی داخل سالن ۲۰۰۴ آسیا در تهران یک مدال نقره در ۳۰۰۰ متر و یک مدال برنز در ۱۵۰۰ متر و در مسابقات قهرمانی دو و میدانی داخل سالن ۲۰۱۰ آسیا در تهران یک مدال برنز در ۳۰۰۰ متر گرفت. ابراهیمی در بازی‌های آسیایی ۲۰۰۶ دوحه و بازی‌های آسیایی داخل سالن ۲۰۰۷ ماکائو و ۲۰۰۹ هانوی هم شرکت کرده‌است.
ابراهیمی معتقد است نوع پوشش دوندگان زن ایران موجب ایجاد رقابت ناعادلانه برای آنها در مسابقات بین‌المللی است.

## مربیگری
در اسفند سال ۱۴۰۰ پریچهر شاهی شاگرد لیلا ابراهیمی موفق شد در مسابقات ترکیه رکورد ملی ۳۰۰۰ متر متعلق به مربی‌اش را بشکند. ۱۲ سال پیش از این لیلا ابراهیمی ۳۰۰۰ متر را در  ۹ دقیقه و ۵۱ ثانیه و ۶ صدم‌ثانیه دویده بود. اما شاهی در مسابقات مذکور توانست رکورد ۹ دقیقه و ۴۸ ثانیه و ۱۶ صدم‌ثانیه را ثبت کند.

## رکوردها
| ماده                | رکورد    | تاریخ      | محل                | توضیح                                                       |
| ------------------- | -------- | ---------- | ------------------ | ----------------------------------------------------------- |
| ۸۰۰ متر             | ۲:۱۵٫۶۲  | ۱۳۸۵       | ایران، تهران       |                                                             |
| ۱۵۰۰ متر            | ۴:۲۰٫۷۳  | ۲۰۱۰       | چین، گوانگجو       | رکورد ایران                                                 |
| ۳۰۰۰ متر            | ۱۰:۰۳٫۰۱ | ۱۳۸۹       | ایران، تهران       | رکورد ایران                                                 |
| ۳۰۰۰ متر با مانع    | ۱۱:۱۶٫۲۷ | اکتبر ۲۰۰۹ | مالزی، کوالالامپور | رکورد ایران                                                 |
| ۵۰۰۰ متر            | ۱۷:۴۰٫۰۱ | ۲۰۱۱       | ژاپن، کوبه         | رکورد ایران                                                 |
| ۴ در ۴۰۰ متر امدادی | ۳:۵۶٫۰۳  | ۲۰۰۶       | قزاقستان، آلماتی   | رکورد ایران (همراه با مریم طوسی، مینا پورسیفی و زهره فرجام) |
| ۸۰۰ متر داخل سالن   | ۲:۱۵٫۲   | ۱۳۸۴       | ایران، تهران       |                                                             |
| ۱۵۰۰ متر داخل سالن  | ۴:۲۶٫۱۰  | ۱۳۸۸       | ویتنام، هانوی      | رکورد ایران                                                 |
| ۳۰۰۰ متر داخل سالن  | ۹:۳۴٫۰۸  | ۱۳۸۸       | ویتنام، هانوی      | رکورد ایران                                                 |
| ۴ در ۴۰۰ متر امدادی | ۳:۵۶٫۳۴  | بهمن ۱۳۹۰  | ایران، مشهد        | رکورد ایران (همراه با مریم طوسی، بیتا حاجی و سپیده توکلی)   |